# Folkungabygdens domsagas tingslag
Folkungabygdens domsagas tingslag var ett tingslag i Östergötlands län och Folkungabygdens domsaga, bildat 1 januari 1924 (enligt beslut den 8 juni 1923) under namnet Mjölby domsagas tingslag. Tingslaget avskaffades 1 januari 1971 genom tingsrättsreformen i Sverige och dess verksamhet överfördes till Mjölby tingsrätt.
1 januari 1939 (enligt beslut den 9 september 1938) ändrades namnet till Folkungabygdens domsagas tingslag.

## Ingående områden
Tingslaget omfattade häraderna Lysing, Göstring och Vifolka samt staden Mjölby. 1 januari 1939 (enligt beslut den 13 maj 1938) upplöstes rådhusrätten i Skänninge stad, och staden fördes till tingslaget. 1 januari 1948 (enligt beslut den 10 juli 1947) överfördes Skänninge stad samt landskommunerna Allhelgona, Bjälbo och Järsta (alla tre tillhörande Göstrings härad) till Aska, Dals och Bobergs domsaga och tingslag.

### Kommuner
Tingslaget bestod av följande kommuner den 1 januari 1952:
- Alvastra landskommun
- Boxholms köping
- Folkunga landskommun
- Mjölby stad
- Södra Göstrings landskommun
- Vifolka landskommun
- Ödeshögs landskommun